# Бурмистров, Борис Михайлович
Борис Михайлович Бурмистров (8 декабря 1927, Москва) — советский художник-постановщик. Заслуженный художник Российской Федерации (1994).

## Биография
Борис Бурмистров родился в Москве 8 декабря 1927 года.
В кино — с 1954 года. С 1956 — художник-постановщик киностудии «Ленфильм».
Член Союза кинематографистов СССР (Ленинградское отделение).

## Фильмография
1. 1956 — Она вас любит!  (Режиссёры-постановщики: Семён Деревянский, Рафаил Суслович)
2. 1957 — На острове Дальнем...  (Режиссёр-постановщик: Николай Розанцев)
3. 1957 — Смерть Пазухина  (Режиссёр-постановщик: Григорий Никулин)
4. 1959 — Актёр Николай Черкасов  (художественно-публицистический) (Режиссёр-постановщик: Александр Ивановский)
5. 1959 — В твоих руках жизнь  (Режиссёр-постановщик: Николай Розанцев)
6. 1959 — Либерал  (короткометражный) (Режиссёр-постановщик: Михаил Ершов)
7. 1959 — Ссора в Лукашах  (Режиссёр-постановщик: Максим Руф)
8. 1960 — Домой  (Режиссёр-постановщик: Александр Абрамов)
9. 1961 — Братья Комаровы  (Режиссёр-постановщик: Анатолий Вехотко)
10. 1963 (снят) —1965 (выпущен в прокат) — Принимаю бой  (Режиссёр-постановщик: Сергей Микаэлян)
11. 1964 — Весенние хлопоты  (Режиссёр-постановщик: Ян Фрид)
12. 1965 — Иду на грозу  (Режиссёр-постановщик: Сергей Микаэлян)
13. 1966 — Снежная королева  (Режиссёр-постановщик: Геннадий Казанский)
14. 1968 — Источник  (Режиссёр-постановщик: Анатолий Граник)
15. 1968 — Удар! Ещё удар!  (Режиссёр-постановщик: Виктор Садовский)
16. 1969 — Берег юности  (Режиссёр-постановщик: Лев Цуцульковский)
17. 1970—1972 — Взрывники  (Режиссёр-постановщик: Юрий Соловьёв)
18. 1971 — Расскажи мне о себе  (Режиссёр-постановщик: Сергей Микаэлян)
19. 1971 — Ход белой королевы  (Режиссёр-постановщик: Виктор Садовский)
20. 1972 — Гроссмейстер  (Режиссёр-постановщик: Сергей Микаэлян)
21. 1973 — Солёный пёс  (Режиссёр-постановщик: Николай Кошелев)
22. 1974 — Премия  (Режиссёр-постановщик: Сергей Микаэлян)
23. 1975 — Иван и Коломбина  (Режиссёр-постановщик: Валерий Чечунов)
24. 1975 — Одиннадцать надежд  (Режиссёр-постановщик: Виктор Садовский)
25. 1976 — Где ты, Любовь Дуняшова?  (Первая новелла из киноальманаха «Житейское дело». Все три новеллы объединены темой войны.) (Режиссёр-постановщик: Юрий Соловьёв)
26. 1976 — Житейское дело  (Третья новелла из киноальманаха «Житейское дело». Все три новеллы объединены темой войны.) (Режиссёр-постановщик: Михаил Ордовский)
27. 1977 — Прыжок с крыши  (Режиссёр-постановщик: Владимир Григорьев)
28. 1978 — Всё решает мгновение  (Режиссёр-постановщик: Виктор Садовский)
29. 1978 — Случайные пассажиры  (Режиссёр-постановщик: Михаил Ордовский)
30. 1980 — Два долгих гудка в тумане  (Режиссёр-постановщик: Валерий Родченко)
31. 1980 — Таинственный старик  (Режиссёр-постановщик: Леонид Макарычев)
32. 1981 — Девушка и Гранд  (Режиссёр-постановщик: Виктор Садовский)
33. 1983 — Требуются мужчины  (Режиссёр-постановщик: Валерий Родченко)
34. 1984 — Восемь дней надежды  (Режиссёр-постановщик: Александр Муратов)
35. 1985 — Соперницы  (Режиссёр-постановщик: Виктор Садовский)
36. 1986 — Сентиментальное путешествие на картошку  (Режиссёр-постановщик: Дмитрий Долинин)
37. 1989 — Сто солдат и две девушки  (Режиссёр-постановщик: Сергей Микаэлян)
38. 1992 — Разборчивый жених  (Режиссёр-постановщик: Сергей Микаэлян)